# Newswatch
Newswatch ist ein wöchentlich erscheinendes Magazin in Nigeria, dass von der Newswatch Communications Ltd. publiziert wird. Der Verlag wurde von den nigerianischen Journalisten Dele Giwa, Ray Ekpu, Dan Agbese and Yakubu Mohammed 1984 gegründet. Die erste Ausgabe des Newswatch erschien am 28. Januar 1985. Die Auflage des Magazins wird in der Spitze mit 100.000 Exemplaren angegeben.
Dele Giwa, der erste Chefredakteur, wurde am 19. Oktober 1986 in seinem Haus mit einer Briefbombe ermordet.